# Borbo lugens
Borbo lugens is een vlinder uit de familie van de dikkopjes (Hesperiidae). De wetenschappelijke naam van de soort is voor het eerst geldig gepubliceerd in 1855 door Carl Heinrich Hopffer.